# Josef Petřík (generál)
Josef Petřík (6. března 1891, Dobruška  – 10. května 1943, Věznice Plötzensee, Berlín) byl příslušníkem československých legií v Rusku. Po návratu do Československa se stal vojákem z povolání v prvorepublikové československé armádě, kde zastával vysoké velitelské funkce u ženijního vojska. Za protektorátu se zapojil do řad členů vojenské ilegální organizace Obrana národa a zastával zde pozici vojenského velitele pro okresy Rychnov nad Kněžnou, Nové Město nad Metují a Náchod. Na jaře 1940 přešel do ilegality, ale odchod do zahraničí byl zmařen jeho zatčením. Po dvouročním věznění byl odsouzen v lednu roku 1943 k trestu smrti a ještě téhož roku v květnu popraven v berlínské věznici Plötzensee.

## Životopis

### Mládí a první světová válka
Josef Petřík se narodil v rodině dobrušského povozníka. Na Vyšší státní průmyslové škole v Praze vystudoval stavitelství.  Po studiích působil nějaký čas jako stavební asistent v Osjeku. V roce 1913 byl odveden do rakousko-uherské armády. Během výkonu jednoroční aktivní vojenské služby ale v roce 1914 vypukla první světová válka. V armádě Josef Petřík neskrýval svoje projevy sokolského a národního cítění. Za ně měl být již v září 1914 postaven před válečný soud. S celou svojí jednotkou dne 26. října 1914 přešel do ruského zajetí. Přihlásil se do České družiny – stal se příslušníkem československých legií na Rusi. Zúčastnil se mnoha bojů, mezi jinými bitvy u Zborova, bitvy u Bachmače a bitvy u Lipjag. S československými legiemi na Rusi prošel celou sibiřskou anabází.

### Mezi světovými válkami
Do Československa se vrátil lodním transportem z Vladivostoku v hodnosti majora ruských legií v září roku 1920. a ještě v témže roce se stal vojákem z povolání. V následujícím roce (1921) byl pak jmenován velitelem 4. praporu 1. ženijního pluku v Terezíně. Stačil se ještě oženit s Annou Černou a v roce 1922 byl nakrátko převelen na Slovensko do Komárna. Zde však nepobyl dlouho a vrátil se odsud zpět do Terezína. Jako velitel ženijního pluku v Litoměřicích a Terezíně se podílel na budování československého pohraničního opevnění. V roce 1935 se Josef Petřík stal zástupcem velitele zemského ženijního vojska v Brně.   Ke konci roku 1938 měl již hodnost plukovníka a v Brně zastával funkci zemského velitele ženijního vojska pro Moravu. Měl též za sebou odbornou publikační činnost ve vojenských časopisech.

#### Průběh vojenské služby (výběr)
- říjen 1924 až listopad 1926: Velitel Ženijního pluku 1[5]
- březen 1927 až květen 1928: Velitel Ženijního pluku 1[5]
- květen 1928 až říjen 1929: Velitel Ženijního pluku 1[5]
- září 1929 až únor 1934: Velitel Ženijního pluku 2[5]
- srpen 1934 až září 1935: Velitel Ženijního pluku 2[5]
- 27. září 1938 až 06. října 1938: Velitel Úřadu ženijní služby II. armády[5]
- 27. září 1938 až 06. října 1938: Velitel na Velitelství ženijního vojska II. armády[5]
- 06. října 1938 až 30. listopadu 1938: Velitel na Velitelství ženijního vojska IV. armády[5]
- 06. října 1938 až 30. listopadu 1938: Velitel na Úřadu ženijní služby IV. armády[5]

### Mnichov a druhá světová válka
Po podepsání Mnichovské dohody (29. září 1938) byl předčasně penzionován. Po 15. březnu 1939 mu Němci nabízeli, aby svoji vojenskou odbornost dal do jejich služeb, ale tuto nabídku spolupráce Josef Petřík odmítl. V roce 1939 se vrátil do Dobrušky, zapojil se do práce ve vojenské ilegální odbojové organizaci Obrana národa a posléze se stal jejím vojenským velitelem pro okresy Rychnov nad Kněžnou, Nové Město nad Metují a Náchod. V únoru 1940 se po zásazích německých represivních složek (gestapo a sicherheitsdienst) proti místním strukturám Obrany národa musel uchýlit do ilegality a následně plánoval odchod do emigrace. Jeho útěk do zahraničí se ale nezdařil, Josef Petřík byl zatčen ve Vídni 4. dubna 1941  a po dvouletém věznění byl odsouzen Lidovým soudním dvorem dne 28. ledna 1943  k trestu smrti za přípravu k velezradě (v rámci odbojové organizace Obrana národa). Josef Petřík byl sťat gilotinou (tzv. sekerou) v berlínské věznici Plötzensee 10. května roku 1943.

## Vyznamenání a povýšení

### Před druhou světovou válkou
- 15. května 1917 –  Řád sv. Jiří, 4. stupeň[5]
- 1. února 1918 – Medaile Svatého Jiří 4. stupeň[5]
- 12. srpna 1919 –  Vojenský kříž[5]
- 1921 –  Československá medaile Vítězství[5]
- 1921 –  Československá revoluční medaile[5]
- 1921 –  Československý válečný kříž 1914–1918[5]
- 1930 –  Řád rumunské koruny, 3. třídy[5]

### Po druhé světové válce
- V roce 1946 byl Josef Petřík (in memoriam) povýšen (26. října 1946[5]) do hodnosti brigádního generála.[2][1]
- Československý válečný kříž 1939 (in memoriam)[1]

## Pamětní deska
Jméno Josefa Petříka je uvedeno na pamětní desce věnované obětem okupace z řad Sokola: „Oběti Sokola Brno I ve světových válkách“, která se nachází ve dvoraně (vestibulu) sokolovny na adrese: Kounicova 685/20; 60 200 Brno-střed – Veveří. Pamětní deska se jmény obětí je trojdílná, byla instalována 23. listopadu 1947 (při oslavách 85 let založení Sokola Brno), jejími autory jsou Jiří Marek a Bohumil Babánek, kamenické práce jsou dílem Karla Racka. U desky se nachází symbolický náhrobek (kenotaf) z leštěné žuly (s vloženou prstí z ruských, italských a z francouzských bojišť a z Kounicových kolejí) a dále pak bronzová plastika padajícího muže.

## Galerie

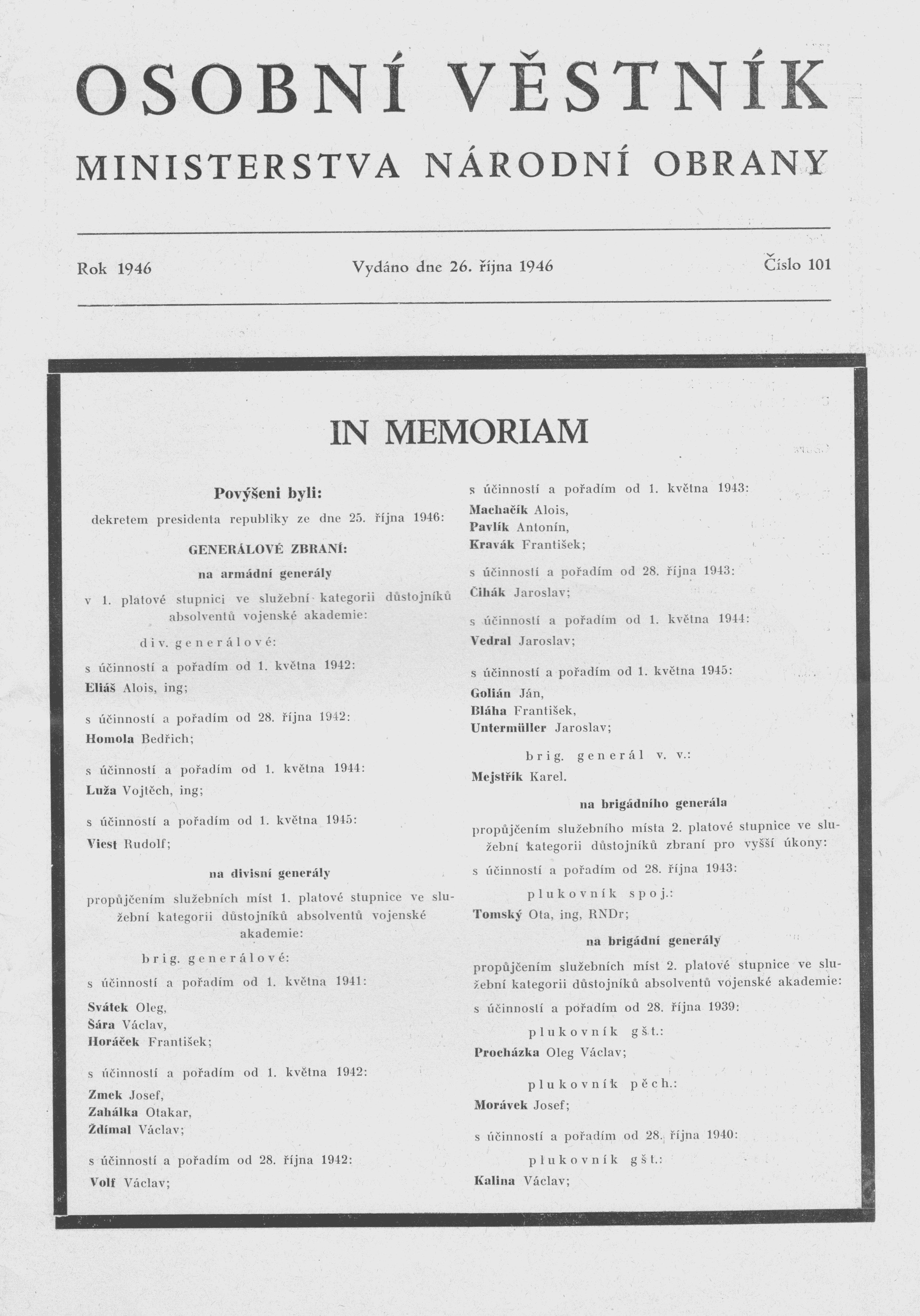
Osobní věstník MNO číslo 101, rok 1946 – titulní strana
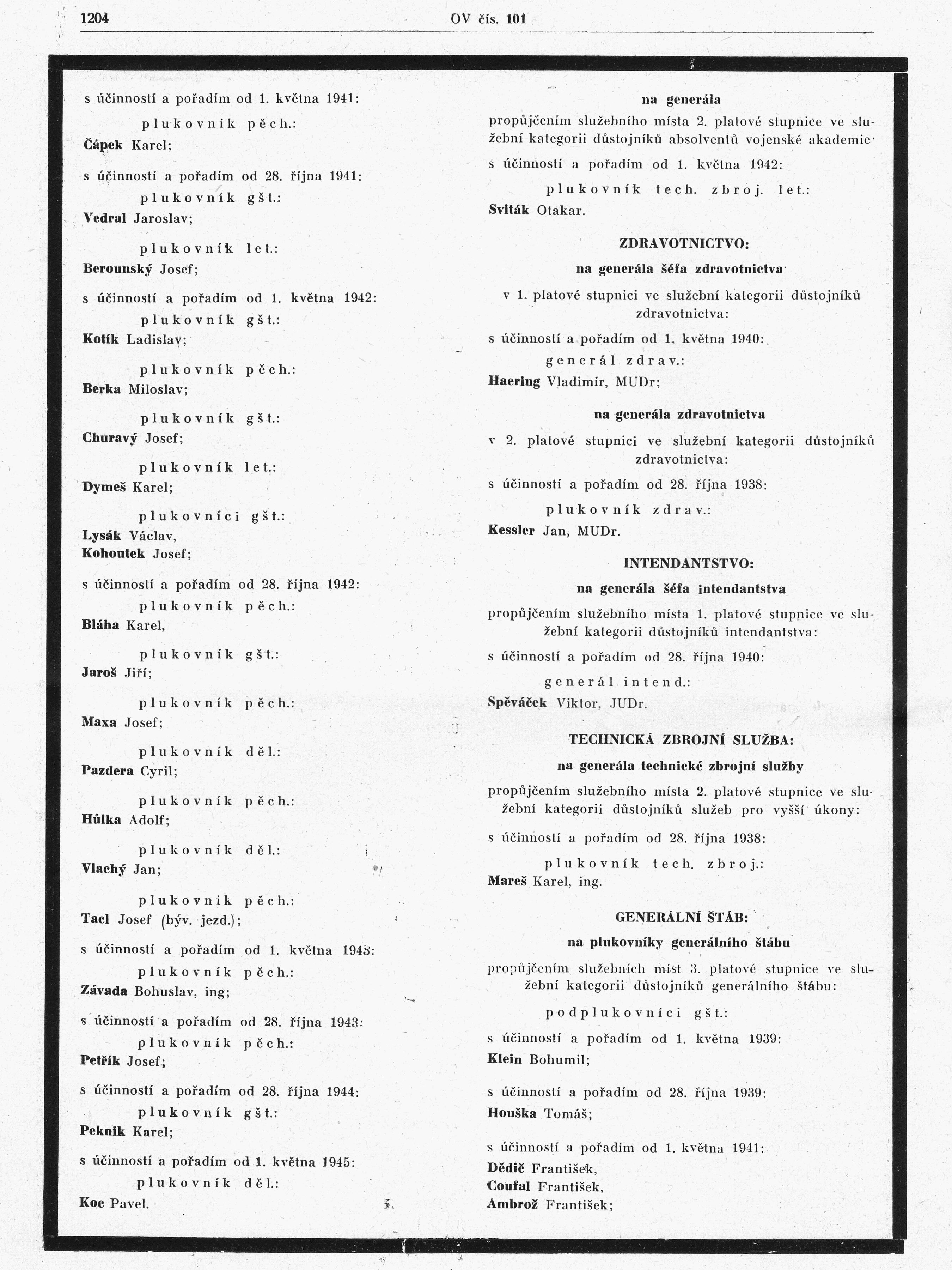
Osobní věstník MNO číslo 101, rok 1946 – strana 1204 s oznámením o povýšení